# Josh Boone (director)
Josh Boone (Virginia Beach, 5 de abril de 1979) es un director de cine estadounidense, reconocido principalmente por su película Bajo la misma estrella (2014), basada en la novela del mismo nombre de John Green. También escribió y dirigió la comedia romántica Stuck in Love (2012) y la película de superhéroes The New Mutants (2020).

## Filmografía

### Cine y televisión
| Año       | Título                 | Director | Escritor | Productor | Notas                   |
| --------- | ---------------------- | -------- | -------- | --------- | ----------------------- |
| 2012      | Stuck in Love          | Sí       | Sí       | No        | Debut como director     |
| 2014      | The Fault in Our Stars | Sí       | No       | No        |                         |
| 2016      | All We Had             | No       | Sí       | Ejecutivo |                         |
| 2016      | Cardboard Boxer        | No       | No       | Ejecutivo |                         |
| 2017      | Horseshoe Theory       | No       | No       | Ejecutivo | Corto                   |
| 2017      | Bethany                | No       | No       | No        | Agradecimiento especial |
| 2018      | The Pretenders         | No       | Sí       | No        |                         |
| 2019      | The Cat and the Moon   | No       | No       | Ejecutivo |                         |
| 2020      | The New Mutants        | Sí       | Sí       | No        |                         |
| 2020–2021 | The Stand              | Sí       | Sí       | Ejecutivo | Miniserie               |